# Tournoi de tennis de Valence
Le tournoi de Valence est un tournoi de tennis professionnel masculin du circuit ATP créé en 2003 en remplacement du tournoi de Majorque.
Auparavant joué en avril sur terre battue et en catégorie ATP 500 Series, il se déroule depuis 2009 courant octobre sur dur dans l'Ágora, au sein de l'ensemble de la Cité des arts et des sciences. En 2015, le tournoi est rétrogradé en catégorie ATP World Tour 250 pour raisons financières, avant de disparaître du calendrier en 2016.
Plus anciennement, des tournois ont été organisés à Valence en 1973, 1976 et 1995 sur terre battue.
En 2022 se tient la 1re édition féminine du tournoi sur terre battue.

## Palmarès messieurs

### Simple
| No | Date       | Nom et lieu du tournoi                                     | Catégorie                          | Dotation                           | Surface                            | Vainqueur                          | Finaliste                          | Score                              |                                    |
| -- | ---------- | ---------------------------------------------------------- | ---------------------------------- | ---------------------------------- | ---------------------------------- | ---------------------------------- | ---------------------------------- | ---------------------------------- | ---------------------------------- |
| 1  | 26-03-1973 | Open de Valencia, Valence                                  |                                    | NC $                               | Terre (ext.)                       | Manuel Orantes                     | Adriano Panatta                    | 6-4, 6-4, 6-3                      |                                    |
|    | 1974       | Pas de tournoi                                             | Pas de tournoi                     | Pas de tournoi                     | Pas de tournoi                     | Pas de tournoi                     | Pas de tournoi                     | Pas de tournoi                     | Pas de tournoi                     |
| 2  | 21-04-1975 | Open de Valencia, Valence                                  |                                    | NC $                               | Terre (ext.)                       | Ilie Năstase                       | Manuel Orantes                     | 6-3, 6-0                           |                                    |
| 3  | 29-03-1976 | Open de Valencia, Valence                                  |                                    | NC $                               | Terre (ext.)                       | Manuel Orantes                     | Kjell Johansson                    | 6-2, 6-2, 6-2                      |                                    |
|    | 1977-1994  | Pas de tournoi                                             | Pas de tournoi                     | Pas de tournoi                     | Pas de tournoi                     | Pas de tournoi                     | Pas de tournoi                     | Pas de tournoi                     | Pas de tournoi                     |
| 4  | 02-10-1995 | Torneo de Tenis Comunidad de Valencia Lois Open, Valence   | World Series                       | 203 000 $                          | Terre (ext.)                       | Sjeng Schalken                     | Gilbert Schaller                   | 6-4, 6-2                           |                                    |
|    | 1996-1997  | Voir Tournoi de tennis de Marbella                         | Voir Tournoi de tennis de Marbella | Voir Tournoi de tennis de Marbella | Voir Tournoi de tennis de Marbella | Voir Tournoi de tennis de Marbella | Voir Tournoi de tennis de Marbella | Voir Tournoi de tennis de Marbella | Voir Tournoi de tennis de Marbella |
|    | 1998-2002  | Voir Tournoi de tennis de Majorque                         | Voir Tournoi de tennis de Majorque | Voir Tournoi de tennis de Majorque | Voir Tournoi de tennis de Majorque | Voir Tournoi de tennis de Majorque | Voir Tournoi de tennis de Majorque | Voir Tournoi de tennis de Majorque | Voir Tournoi de tennis de Majorque |
| 5  | 28-04-2003 | CAM Open Comunidad Valenciana presented by Onofre, Valence | Int' Series                        | 375 000 $                          | Terre (ext.)                       | Juan Carlos Ferrero                | Christophe Rochus                  | 6-2, 6-4                           | Tableau                            |
| 6  | 12-04-2004 | Open de Tenis Comunidad Valenciana, Valence                | Int' Series                        | 375 000 $                          | Terre (ext.)                       | Fernando Verdasco                  | Albert Montañés                    | 7-65, 6-3                          | Tableau                            |
| 7  | 04-04-2005 | Open de Tenis Comunidad Valenciana, Valence                | Int' Series                        | 375 000 $                          | Terre (ext.)                       | Igor Andreev                       | David Ferrer                       | 6-3, 5-7, 6-3                      | Tableau                            |
| 8  | 10-04-2006 | Open de Tenis Comunidad Valenciana, Valence                | Int' Series                        | 375 000 $                          | Terre (ext.)                       | Nicolás Almagro                    | Gilles Simon                       | 6-2, 6-3                           | Tableau                            |
| 9  | 09-04-2007 | Open de Tenis Comunidad Valenciana, Valence                | Int' Series                        | 391 000 $                          | Terre (ext.)                       | Nicolás Almagro                    | Potito Starace                     | 4-6, 6-2, 6-1                      | Tableau                            |
| 10 | 14-04-2008 | Open de Tenis Comunidad Valenciana, Valence                | Int' Series                        | 349 000 €                          | Terre (ext.)                       | David Ferrer                       | Nicolás Almagro                    | 4-6, 6-2, 7-62                     | Tableau                            |
| 11 | 02-11-2009 | Valencia Open 500, Valence                                 | ATP 500                            | 1 357 000 €                        | Dur (int.)                         | Andy Murray                        | Mikhail Youzhny                    | 6-3, 6-2                           | Tableau                            |
| 12 | 01-11-2010 | Valencia Open 500, Valence                                 | ATP 500                            | 1 357 000 €                        | Dur (int.)                         | David Ferrer                       | Marcel Granollers                  | 7-5, 6-3                           | Tableau                            |
| 13 | 31-10-2011 | Valencia Open 500, Valence                                 | ATP 500                            | 1 357 000 €                        | Dur (int.)                         | Marcel Granollers                  | Juan Mónaco                        | 6-2, 4-6, 7-63                     | Tableau                            |
| 14 | 22-10-2012 | Valencia Open 500, Valence                                 | ATP 500                            | 1 424 850 €                        | Dur (int.)                         | David Ferrer                       | Alexandr Dolgopolov                | 6-1, 3-6, 6-4                      | Tableau                            |
| 15 | 21-10-2013 | Valencia Open 500, Valence                                 | ATP 500                            | 1 496 095 €                        | Dur (int.)                         | Mikhail Youzhny                    | David Ferrer                       | 6-3, 7-5                           | Tableau                            |
| 16 | 20-10-2014 | Valencia Open 500, Valence                                 | ATP 500                            | 1 615 780 €                        | Dur (int.)                         | Andy Murray                        | Tommy Robredo                      | 3-6, 7-67, 7-68                    | Tableau                            |
| 17 | 26-10-2015 | Valencia Open, Valence                                     | ATP 250                            | 537 050 €                          | Dur (int.)                         | João Sousa                         | Roberto Bautista-Agut              | 3-6, 6-3, 6-4                      | Tableau                            |

### Double
| No | Date       | Nom et lieu du tournoi                                     | Catégorie                          | Dotation                           | Surface                            | Vainqueurs                         | Finalistes                           | Score                              |                                    |
| -- | ---------- | ---------------------------------------------------------- | ---------------------------------- | ---------------------------------- | ---------------------------------- | ---------------------------------- | ------------------------------------ | ---------------------------------- | ---------------------------------- |
| 1  | 26-03-1973 | Open de Valencia, Valence                                  |                                    | NC $                               | Terre (ext.)                       | Mike Estep Ion Țiriac              | Patrick Hombergen Bernard Mignot     | 6-4, 1-6, 10-8                     |                                    |
|    | 1974       | Pas de tournoi                                             | Pas de tournoi                     | Pas de tournoi                     | Pas de tournoi                     | Pas de tournoi                     | Pas de tournoi                       | Pas de tournoi                     | Pas de tournoi                     |
|    | 21-04-1975 | Pas de tableau de double messieurs                         | Pas de tableau de double messieurs | Pas de tableau de double messieurs | Pas de tableau de double messieurs | Pas de tableau de double messieurs | Pas de tableau de double messieurs   | Pas de tableau de double messieurs | Pas de tableau de double messieurs |
| 2  | 29-03-1976 | Open de Valencia, Valence                                  |                                    | NC $                               | Terre (ext.)                       | Juan Gisbert Manuel Orantes        | Corrado Barazzutti Antonio Zugarelli | NC                                 |                                    |
|    | 1977-1994  | Pas de tournoi                                             | Pas de tournoi                     | Pas de tournoi                     | Pas de tournoi                     | Pas de tournoi                     | Pas de tournoi                       | Pas de tournoi                     | Pas de tournoi                     |
| 3  | 02-10-1995 | Torneo de Tenis Comunidad de Valencia Lois Open, Valence   | World Series                       | 203 000 $                          | Terre (ext.)                       | Tomás Carbonell Francisco Roig     | Tom Kempers Jack Waite               | 7-5, 6-3                           |                                    |
|    | 1996-1997  | Voir Tournoi de tennis de Marbella                         | Voir Tournoi de tennis de Marbella | Voir Tournoi de tennis de Marbella | Voir Tournoi de tennis de Marbella | Voir Tournoi de tennis de Marbella | Voir Tournoi de tennis de Marbella   | Voir Tournoi de tennis de Marbella | Voir Tournoi de tennis de Marbella |
|    | 1998-2002  | Voir Tournoi de tennis de Majorque                         | Voir Tournoi de tennis de Majorque | Voir Tournoi de tennis de Majorque | Voir Tournoi de tennis de Majorque | Voir Tournoi de tennis de Majorque | Voir Tournoi de tennis de Majorque   | Voir Tournoi de tennis de Majorque | Voir Tournoi de tennis de Majorque |
| 4  | 28-04-2003 | CAM Open Comunidad Valenciana presented by Onofre, Valence | Int' Series                        | 375 000 $                          | Terre (ext.)                       | Lucas Arnold Ker Mariano Hood      | Brian MacPhie Nenad Zimonjić         | 6-1, 67-7, 6-4                     | Tableau                            |
| 5  | 12-04-2004 | Open de Tenis Comunidad Valenciana, Valence                | Int' Series                        | 375 000 $                          | Terre (ext.)                       | Gastón Etlis Martín Rodríguez      | Feliciano López Marc López           | 7-5, 7-65                          | Tableau                            |
| 6  | 04-04-2005 | Open de Tenis Comunidad Valenciana, Valence                | Int' Series                        | 375 000 $                          | Terre (ext.)                       | Fernando González Martín Rodríguez | Lucas Arnold Ker Mariano Hood        | 6-4, 6-4                           | Tableau                            |
| 7  | 10-04-2006 | Open de Tenis Comunidad Valenciana, Valence                | Int' Series                        | 375 000 $                          | Terre (ext.)                       | David Škoch Tomáš Zíb              | Lukáš Dlouhý Pavel Vízner            | 6-4, 6-3                           | Tableau                            |
| 8  | 09-04-2007 | Open de Tenis Comunidad Valenciana, Valence                | Int' Series                        | 391 000 $                          | Terre (ext.)                       | Wesley Moodie Todd Perry           | Yves Allegro Sebastián Prieto        | 7-5, 7-5                           | Tableau                            |
| 9  | 14-04-2008 | Open de Tenis Comunidad Valenciana, Valence                | Int' Series                        | 349 000 €                          | Terre (ext.)                       | Máximo González Juan Mónaco        | Travis Parrott Filip Polášek         | 7-5, 7-5                           | Tableau                            |
| 10 | 02-11-2009 | Valencia Open 500, Valence                                 | ATP 500                            | 1 357 000 €                        | Dur (int.)                         | František Čermák Michal Mertiňák   | Marcel Granollers Tommy Robredo      | 6-4, 6-3                           | Tableau                            |
| 11 | 01-11-2010 | Valencia Open 500, Valence                                 | ATP 500                            | 1 357 000 €                        | Dur (int.)                         | Andy Murray Jamie Murray           | Mahesh Bhupathi Max Mirnyi           | 7-68, 5-7, [10-7]                  | Tableau                            |
| 12 | 31-10-2011 | Valencia Open 500, Valence                                 | ATP 500                            | 1 357 000 €                        | Dur (int.)                         | Bob Bryan Mike Bryan               | Eric Butorac Jean-Julien Rojer       | 6-4, 7-69                          | Tableau                            |
| 13 | 22-10-2012 | Valencia Open 500, Valence                                 | ATP 500                            | 1 424 850 €                        | Dur (int.)                         | Alexander Peya Bruno Soares        | David Marrero Fernando Verdasco      | 6-3, 6-2                           | Tableau                            |
| 14 | 21-10-2013 | Valencia Open 500, Valence                                 | ATP 500                            | 1 496 095 €                        | Dur (int.)                         | Alexander Peya Bruno Soares        | Bob Bryan Mike Bryan                 | 7-63, 61-7, [13-11]                | Tableau                            |
| 15 | 20-10-2014 | Valencia Open 500, Valence                                 | ATP 500                            | 1 615 780 €                        | Dur (int.)                         | Jean-Julien Rojer Horia Tecău      | Kevin Anderson Jérémy Chardy         | 6-4, 6-2                           | Tableau                            |
| 16 | 26-10-2015 | Valencia Open, Valence                                     | ATP 250                            | 537 050 €                          | Dur (int.)                         | Eric Butorac Scott Lipsky          | Feliciano López Max Mirnyi           | 7-64, 6-3                          | Tableau                            |

## Palmarès dames

### Simple
| No | Date       | Nom et lieu du tournoi                       | Catégorie | Dotation  | Surface      | Vainqueure          | Finaliste             | Score         |         |
| -- | ---------- | -------------------------------------------- | --------- | --------- | ------------ | ------------------- | --------------------- | ------------- | ------- |
| 1  | 06-06-2022 | BBVA Open Internacional de Valencia, Valence | WTA 125   | 115 000 $ | Terre (ext.) | Zheng Qinwen        | Wang Xiyu             | 6-4, 4-6, 6-3 | Tableau |
| 2  | 12-06-2023 | BBVA Open Internacional de Valencia, Valence | WTA 125   | 115 000 $ | Terre (ext.) | Mayar Sherif        | Marina Bassols Ribera | 6-3, 6-3      | Tableau |
| 3  | 10-06-2024 | BBVA Open Internacional de Valencia, Valence | WTA 125   | 115 000 $ | Terre (ext.) | Ann Li              | Viktoriya Tomova      | 6-3, 6-4      | Tableau |
| 4  | 09-06-2025 | BBVA Open Internacional de Valencia, Valence | WTA 125   | 115 000 $ | Terre (ext.) | Nuria Párrizas Díaz | Louisa Chirico        | 7-5, 7-69     | Tableau |

### Double
| No | Date       | Nom et lieu du tournoi                      | Catégorie | Dotation  | Surface      | Vainqueures                      | Finalistes                         | Score            |         |
| -- | ---------- | ------------------------------------------- | --------- | --------- | ------------ | -------------------------------- | ---------------------------------- | ---------------- | ------- |
| 1  | 06-06-2022 | BBVA Open Internacional de Valencia Valence | WTA 125   | 115 000 $ | Terre (ext.) | Aliona Bolsova Rebeka Masarova   | Alexandra Panova Arantxa Rus       | 6-0, 6-3         | Tableau |
| 2  | 12-06-2023 | BBVA Open Internacional de Valencia Valence | WTA 125   | 115 000 $ | Terre (ext.) | Aliona Bolsova Andrea Gámiz      | Angelina Gabueva Irina Khromacheva | 6-4, 4-6, [10-7] | Tableau |
| 3  | 10-06-2024 | BBVA Open Internacional de Valencia Valence | WTA 125   | 115 000 $ | Terre (ext.) | Katarzyna Piter Fanny Stollár    | Angelica Moratelli Renata Zarazúa  | 6-1, 4-6, [10-8] | Tableau |
| 4  | 09-06-2025 | BBVA Open Internacional de Valencia Valence | WTA 125   | 115 000 $ | Terre (ext.) | Maria Kozyreva Iryna Shymanovich | Y. Cavallé Reimers A. Fita Boluda  | 6-3, 6-4         | Tableau |